# Miriam Deforth
Miriam Deforth (* 17. März 1974 in Frankfurt am Main) ist eine deutsche Moderatorin.

## Leben
Nach dem Studium der Theater-, Film- und Fernsehwissenschaft an der Ruhr-Universität Bochum arbeitete Deforth als freie Moderatorin, Schauspielerin, Sängerin und Autorin unter anderem für den Hessischen Rundfunk in der ARD als Programmpräsentatorin und moderierte Sendungen wie „Herrchen Gesucht“, die „KENO-Show“ und Karnevalsformate. Die hessische AIDS Gala, die Verleihung des hessischen Gründerpreises, Koch- und Küchenevents und die deutsche Make-up-Meisterschaft waren und sind Live-Veranstaltungen, die Deforth begleitete.
Mit ihrer Cover-Band „Slapshot“ tourte Miriam Deforth als Frontfrau und Sängerin 16 Jahre lang durch Deutschland, Österreich und die Schweiz und konnte mit Produzent und Komponist Robert Kohlmeyer Singleproduktionen wie „Schlechte Mädchen“ oder „Anders“ einem breiteren Publikum zugängig machen – unter anderem durch das Erreichen des zweiten Platzes bei der Verleihung des Deutschen Rock- und Pop Preises. Eine klassische Ausbildung in den Fächern Klavier und Gesang am Dr. Hoch’s Konservatorium in Frankfurt, sowie Ballettunterricht führten dazu, dass Deforth in Musicalproduktionen auf der Theaterbühne stand. Unter anderem spielte sie die Anastasia in „Anastasia“, das „Nichts“ in der „Unendlichen Geschichte“ und die gute Fee in „Cinderella“. 2001 gewann sie gemeinsam mit dem Autorenteam der Theatergruppe Assenheim einen deutschen Kindertheaterpreis für das Skript zum Musical „Das Traumtor“. In den Jahren 2008 bis 2018 gehörte sie zum Team des Shoppingsenders QVC als Moderatorin. Auf der Bühne trat Deforth 2012 in der Produktion „Ein Sommernachtstraum – Das Musical“ als „Puck“ auf. 2014 spielt sie 14 Tage lang die ulkige „Hulda Holle“ in der „Schneekönigin“. Seit Januar 2018 ist Miriam Deforth Naturpark-Botschafterin für den Naturpark Kyffhäuser in Thüringen.
Deforth lebt mit ihren zwei Kindern bei Düsseldorf.